# Acanthocyclops signifer
Acanthocyclops signifer – gatunek widłonoga z rodziny Cyclopidae. Występuje w jeziorze Bajkał.

## Systematyka
Gatunek ten opisała w 1952 roku rosyjska (radziecka) zoolog Galina Fiodorowna Maziepowa. W 1978 roku Maziepowa uznała ten takson za podgatunek Acanthocyclops rupestris, jednak obecnie jest traktowany jako osobny gatunek.